# Dariusz Marciniak
Dariusz Marciniak (Rzeszów, 30 ottobre 1966 – Kalisz, 27 aprile 2003) è stato un calciatore polacco, di ruolo attaccante.

## Carriera
Ha giocato nella prima divisione polacca ed in quella belga.

## Palmarès

### Club

#### Competizioni nazionali
- Campionato polacco: 1

Zaglebie Lubin: 1990-1991
- Coppa di Polonia: 1

Slask Wroclaw: 1986-1987
- Supercoppa di Polonia: 1

Slask Wroclaw: 1987
- Campionato polacco di seconda divisione: 1

Zaglebie Lubin: 1988-1989